# 西摩·赫什
西莫·邁倫·赫許（英語：Seymour Myron Hersh，又稱，1937年4月8日— ），生於美國伊利諾州芝加哥市，调查报导記者與編輯，普利茲獎得主。他定期投稿到《紐約客》。
1970年代，他為紐約時報報導水門事件，並揭露了越戰中的美萊村屠殺，並因此獲得1970年普利茲國際報導獎。
2004年，他報導了美軍在巴格达中央监狱的非法監禁與刑求，同樣引起社會關注。
2023年2月8日，赫许在其个人网站上刊文，指出北溪二号管道是由美国海军、中央情报局和挪威海军，在拜登总统的直接命令下被破坏的，而波罗的海和斯堪的纳维亚国家都参与其中。他依赖一名匿名消息人士的说法指出，在2022年6月，美国海军潜水员在挪威选定的战略地点的管道上放置了C4炸药。该匿名人士称，安放炸药是当时进行名为「BALTOPS 22」多国军演期间的掩护下进行的。三个月后，一架挪威P-8波賽頓海上巡邏機投放的声纳浮标发出的信号远程引爆了这些炸药。
挪威与美国否认赫许的报道。白宫发言人回应称该报道是「完全错误且为虚构」。挪威外交部也驳斥赫许的报道是「无中生有」。赫许在报道中称，安放炸药的美国潜水员是在一艘挪威阿尔塔级扫雷舰上操作的。挪威国防军表示赫许的文章出现了两个错误，其一是当时没有派遣阿尔塔级扫雷舰参加过BALTOPS 22军演，也没有在演习期间靠近爆炸地点。其二是挪威尚未开始使用其新获得的P-8巡逻机，而且该地区也没有挪威的P-8巡逻机。P-8巡逻机也并非由挪威海军操作，而是由防空部队操作的。同时，赫什也因为其所有消息来源均匿名而被广泛批评，因为形如“一位资深官员告诉我”的消息是经典的谣言口吻，尽管赫什以“这是为了保障他们的安全”为由坚持以此种方式叙事，包括向他爆料美萊村大屠殺的一位上校，至今他未有公佈名字。

## 观点
西莫·赫什认为支持乌克兰可以在对俄罗斯的战争中获胜是愚蠢的想法。他认为美国与其盟友支持乌克兰实际上是在摧毁欧洲，称弗拉基米尔·泽连斯基领导的政府是腐败的政权，亦赞同俄罗斯指乌克兰亲纳粹主义的观点。2023年4月12日，赫什再次在乌克兰问题上指控泽连斯基与其幕僚擅自拿走约4亿美元的赃款购买俄罗斯柴油，该消息同样充满“有人告诉我”等说辞。赫什其報導幾乎被親西方的主流媒體封殺，社交網站Facebook在用戶嘗試張貼與赫什相關文章時，會引用獨立事實核查的網站，指部份內容並非真實。